# Charles Favre (mathématicien)
Pour les articles homonymes, voir Favre.
Charles Favre, né le 25 décembre 1973 à Saint-Cloud, est un mathématicien français. 

## Biographie

### Famille et formation
Charles Favre est né le 25 décembre 1973 à Saint-Cloud.
Admis à l'École normale supérieure en 1993, il est licencié et maître en mathématiques à l'Université Paris VI (Jussieu) en 1994, diplômé en mathématiques (DEA) en 1995 à l'Université Paris XI, où il obtient son doctorat en 2000, sous la direction de Nessim Sibony, sur la dynamique des applications rationnelles dans {\displaystyle \mathbb {P} ^{2}}. 

### Carrière professionnelle
En 1997-1998, il travaille avec Michael Benedicks à l'Institut royal de technologie de Stockholm. En 2000, il est nommé chargé de recherches du Centre national de la recherche scientifique (CNRS). Il passe le concours de l'agrégation en mathématiques en 1996, où il est classé 13e. En 2005, il est habilité à diriger des recherches avec un mémoire sur la dynamique et la géométrie (arbres réels) dans les espaces d'évaluation et les singularités des fonctions plurisousharmoniques (en) (Arbres réels et espaces de valuation). Il mène des recherches et enseigne au Centre de mathématiques Laurent-Schwartz de l'École polytechnique.

## Prix
- Prix Langevin de l'Académie des sciences (2009)[4]
« Le prix est décerné à Charles Favre pour ses travaux sur la géométrie analytique, la dynamique holomorphe et l'analyse ultramétrique. Il a notamment introduit des méthodes entièrement nouvelles de théorie du potentiel pour l'étude des valuations et des singularités, et celles-ci ont eu des implications profondes en géométrie algébrique et dans la théorie des systèmes dynamiques »[5].
- ERC Junior Starting grant (2012)[6].

## Livres
- (en) Charles Favre et Mattias Jonsson, The Valuative Tree, Springer, coll. « Lecture Notes in Mathematics » (no 1853), 2004 (ISBN 3540229841)
- (en) Antoine Ducros, Charles Favre et Johannes Nicaise, Berkovich Spaces and Applications, Springer, coll. « Lecture Notes in Mathematics » (no 2119), 2015 (ISBN 3319110284)
- (en) Charles Favre et Thomas Gauthier, The Arithmetic of Polynomial Dynamical Pairs, Princeton University Press, coll. « Annals of Mathematics Studies » (no 214), 2022 (ISBN 0691235473)